# Sinijärv
Sinijärv är en sjö i Estland. Den ligger i Jõgeva kommun i landskapet Jõgevamaa, 100 km sydost om huvudstaden Tallinn. Sinijärv ligger 75 meter över havet. Arean är 0,44 kvadratkilometer. Den är belägen i Endla naturreservat och är förbunden genom Räägu kanal med sjön Endla järv i öster och Põltsamaa jõgi i väster. 